# ディタ・フォン・ティース
ディタ・フォン・ティース（Dita von Teese、本名：Heather Renée Sweet、1972年9月28日 - ）はアメリカ合衆国のバーレスクダンサー、モデル、衣装デザイナー、実業家、女優。バーレスクを復活させたジャンルであるニュー・バーレスクの代表的なスターのひとりであり、「バーレスクの女王」と称される。現在、イギリス在住。

## 生い立ち
ミシガン州ロチェスターで三姉妹の次女として生まれた 。母親はネイリスト、父親は技術士。イングランド、スコットランド、アルメニア、ドイツに由来を持つ。彼女の祖母の1人は、アルメニア人の混血であり、アングロ・サクソン系アメリカ人の家庭の養子になった。ディタは1940年代の映画的なスタイルと古典的なヴォンテージスタイルで知られているが、これは母親が好んで見ていたハリウッド黄金時代の映画女優や、父親が購買していた雑誌『PLAYBOY』のランジェリーなどに強く影響を受けている。また、年老いても黒く染めた髪、長い爪には赤いマニキュアを施し、アイライナーを欠かさず自身を飾り立てる事をしていた叔母の存在が、芯のある美意識の存在として一番影響受けた身近な人物として答えている。
5歳からバレエを習い、13歳で地元のバレエ団に入団。元々はバレリーナ志望であり、自信も持っていた。後にバレエの要素をバーレスクのショーに取り入れている。カリフォルニア州アーバインのユニバーシティ高校に通っていた。大学ではクラシカルな服装などの研究などもしていたが、やる事がこれ以上ないとの判断により退学している。
10代のとき、母親が最初のブラジャーを彼女にプレゼントしたことをきっかけに、下着に凝るようになった。15歳の時からランジェリーショップでアルバイトをし、最終的にはバイヤーとして働いた。

## 経歴
19歳でストリップ・ダンサーになった彼女は、ストリップの世界があまりにも個性がない事に失望。複雑なダンスに小道具やキャラクター(1930年代、40年代のミュージカルや映画からヒントを得て)を加えた独自のスタイルを作り上げ、バーレスクダンサーの方に転身する。芸名はドイツの女優ディタ・パルロに敬意を表して「ディタ」を採用した。2002年12月に雑誌『PLAYBOY』に登場する際に姓が必要になった為、電話帳から探して「フォン・トレセ（Von Treese）」を選んだ。しかし、同誌が誤って決めたものと違う名前となってしまったが、本人が気に入ったため、現在の芸名になった。
コルセットやラバーなどのフェティッシュな素材の洋服を身に着ける事、SM的な行為などを本来から好み、フェティッシュモデルとしての仕事を洋服やランジェリー、アダルトグッズのカタログなどを下半身も露なモデルとしてさまざまこなし起用も沢山された為に徐々にディタの知名度は広まる。長年にわたりコルセットを着用した彼女のウエストは56cmになり、コルセットを使用すると42cmまで引き締まる。
1999年、2001年、2002年に雑誌『PLAYBOY』で特集を組まれ、2002年には表紙を飾った。2007年のスペイン版カバーは現在の知名度と本業を前面に出した撮影が行われている。同誌に掲載された事により一夜にして環境が変わった事を本人はコメントしており、現在も関連するイベント等には欠かさず顔を出している。

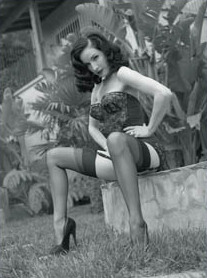
Steve Diet Goedde撮影による写真

## マリリン・マンソンとの結婚
90年代に自分のサイトにて写真などを公開。その会員制メンバーには著名人も何名かいたが、その中でも彼女の熱烈なファンだったミュージシャンのマリリン・マンソンは自身のPV「mOBSCENE」へ出演を依頼。2000年から交際が始まる。
2005年の12月、5年間交際していたミュージシャンのマリリン・マンソンとアイルランドで結婚した。式は無宗派で行われ、執り行ったのは映画監督のアレハンドロ・ホドロフスキー。彼女はヴィヴィアン・ウエストウッドによる紫色のタフタのガウンにコルセット、マンソンは黒のタキシードで、60名ほどの参列者の前で誓いを立てたという。
2006年12月、ディタとマリリン・マンソンの離婚が発表された。06年にディタが離婚届を提出。一部では売名行為だったのでは、と言う意見や、金が目的だったのではなどと非難されたが、ディタ自身は既にセレブリティ相手の仕事もしていた為知名度や金銭の目的を否定している。慰謝料などの話も出ており、長い間調停中で戸籍の上では夫婦だったが、2007年12月29日に法律上の婚姻関係の解消が発表された。

## セレブリティとしてのディタ
2007年には「ピーチ・ジョン」のカタログ表紙を飾り、ワコールとの協賛により来日。来日中には蜷川実花による撮影が行われ、京都観光も楽しんだ。ピーチ・ジョンのファッションショーの一環で招待客のみを集めたパーティーで、ディタは日本で初めてパフォーマンスを行った。このショーについては主催者のずさんな管理でトラブルが起きたものの、日本での知名度をかけた仕事は成功した。

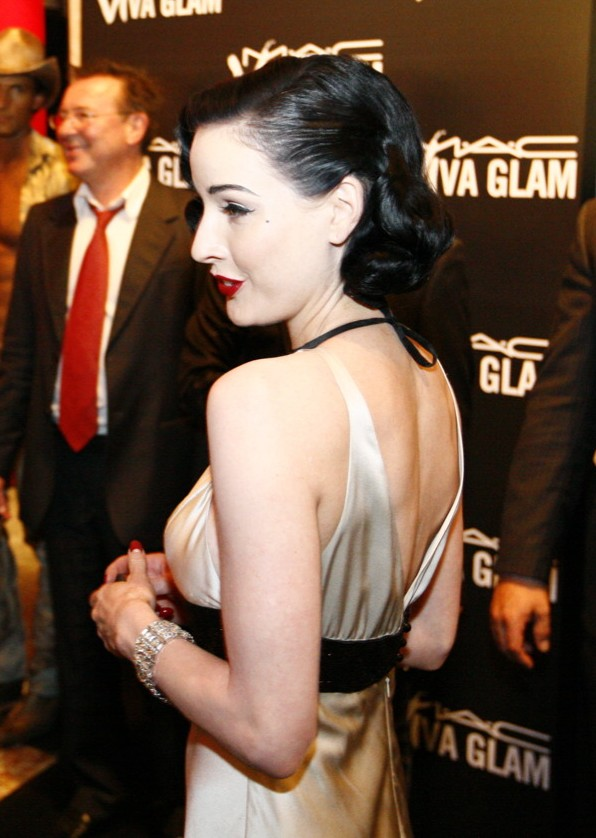
シドニーファッションウィーク、MCAにて

2005年からアメリカのコスメティックMACにてエイズチャリティーのキャラクターアイコンとして、口紅の広告モデルおよび、パフォーマンスを世界で行っている。
パフォーマンスはMACのリップスティックをモチーフしたショーであり、アジア圏では韓国でショーを行っている。
モスキーノやジャン＝ポール・ゴルチエのショーに出演したり、ルイ・ヴィトンのパーティーでパフォーマンスを披露するなど、ハイファッションの世界ではファッション・アイコンとしても知られている。きわどいと言われるものが元々好きだった為に、ヌードなどに対しての仕事には恥を感じていないと語っている。本業としているバーレスクのショーではクリスチャン・ルブタンやスワロフスキーなどハイクラスのスポンサーがゴージャスなショーを一層際立てている。なお、クリスチャン・ルブタンとディタは親友であり、クリスチャンは事あるごとにディタ専用の靴を作っている。ディタの家には、クリスチャンが作ってくれた靴専用のコーナーがある。イギリスにおいてリキュールのコアントローが2007年の新しい顔として選抜。2年間のアンバサダーを務める事になっている。
アメリカにおいてニュー・バーレスクは芸能としての認知度が高く、カンヌのレッドカーペットに呼ばれるなど、若者からは強い支持を受けている。現在のアメリカではセレブリティとして扱われている。

## 人物
- ヴィンテージ陶器（特にティーセット）のコレクター[14]。
- クライスラーニューヨーカー（'39年）、BMW Z4、ジャガーSタイプを所有する[15]。
- フェミニンな服装を好み、好きなファッションブランドにクリスチャン・ルブタン、ディオール、ジョン・ガリアーノ、エリー・サーブ、モスキーノ、マーク・ジェイコブスを挙げている。ハイファッションにも興味を示し、安いビンテージとブランドものを合わせたスタイルを好む[16]。
- 「バーレスクとストリッパーは何が違うのか？」「ストリッパーと呼ばれる事に対して抵抗はあるのか？」という質問をディタはよくインタビューで受けているが、数多くのインタビューでディタは繰り返し、「ストリッパーと呼ばれる事を誇りに思う。」「1920年代から40年代にかけて広がったバーレスクは、元々はストリッパーが舞台に立っていた。演出の方法に違いがあるだけで、バーレスクがストリッパーより優れているなんて言うつもりは無い。」と答えている。